# Laramie (Kneipe)

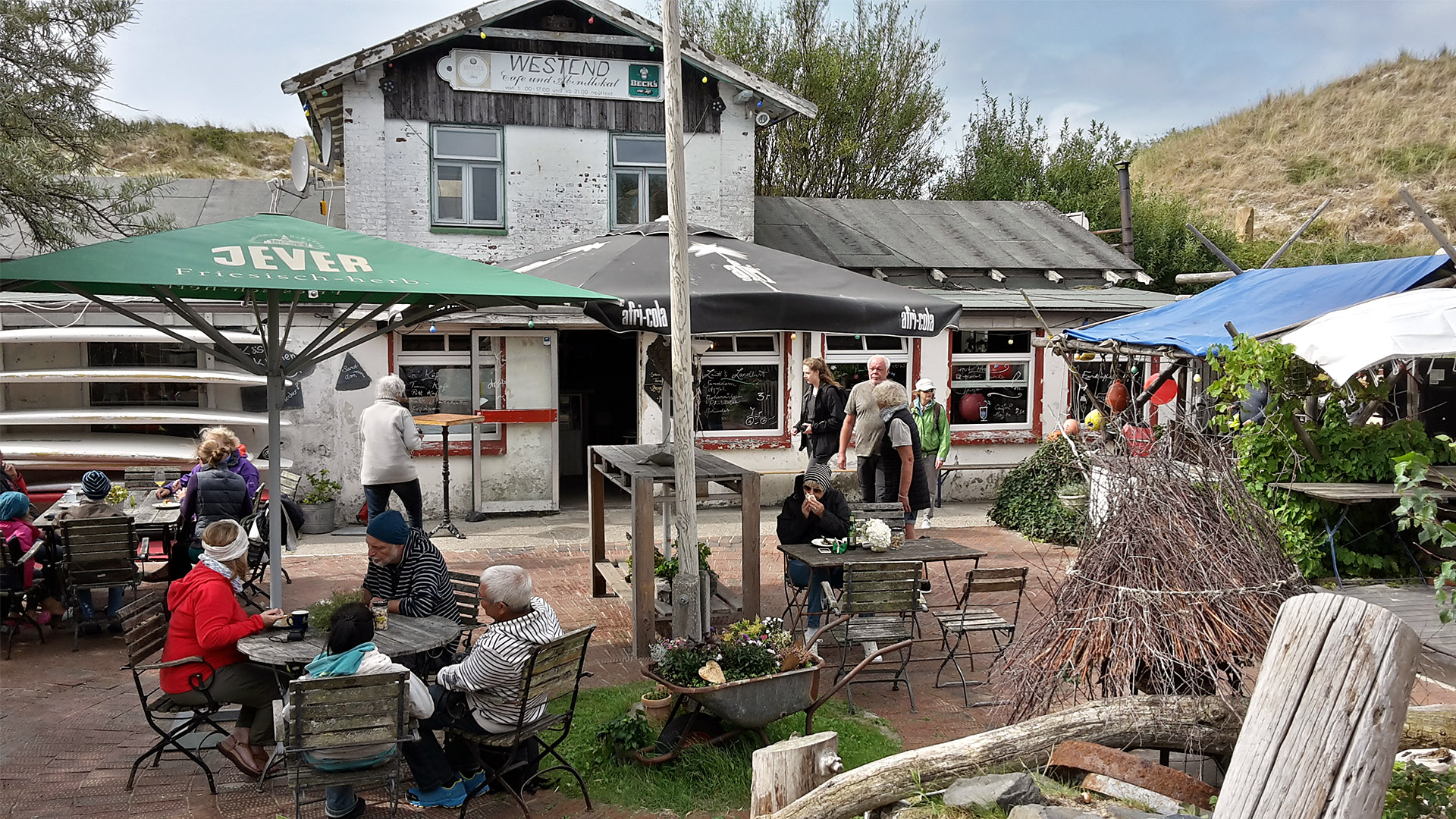
Das Laramie oder Café Westend, 2018

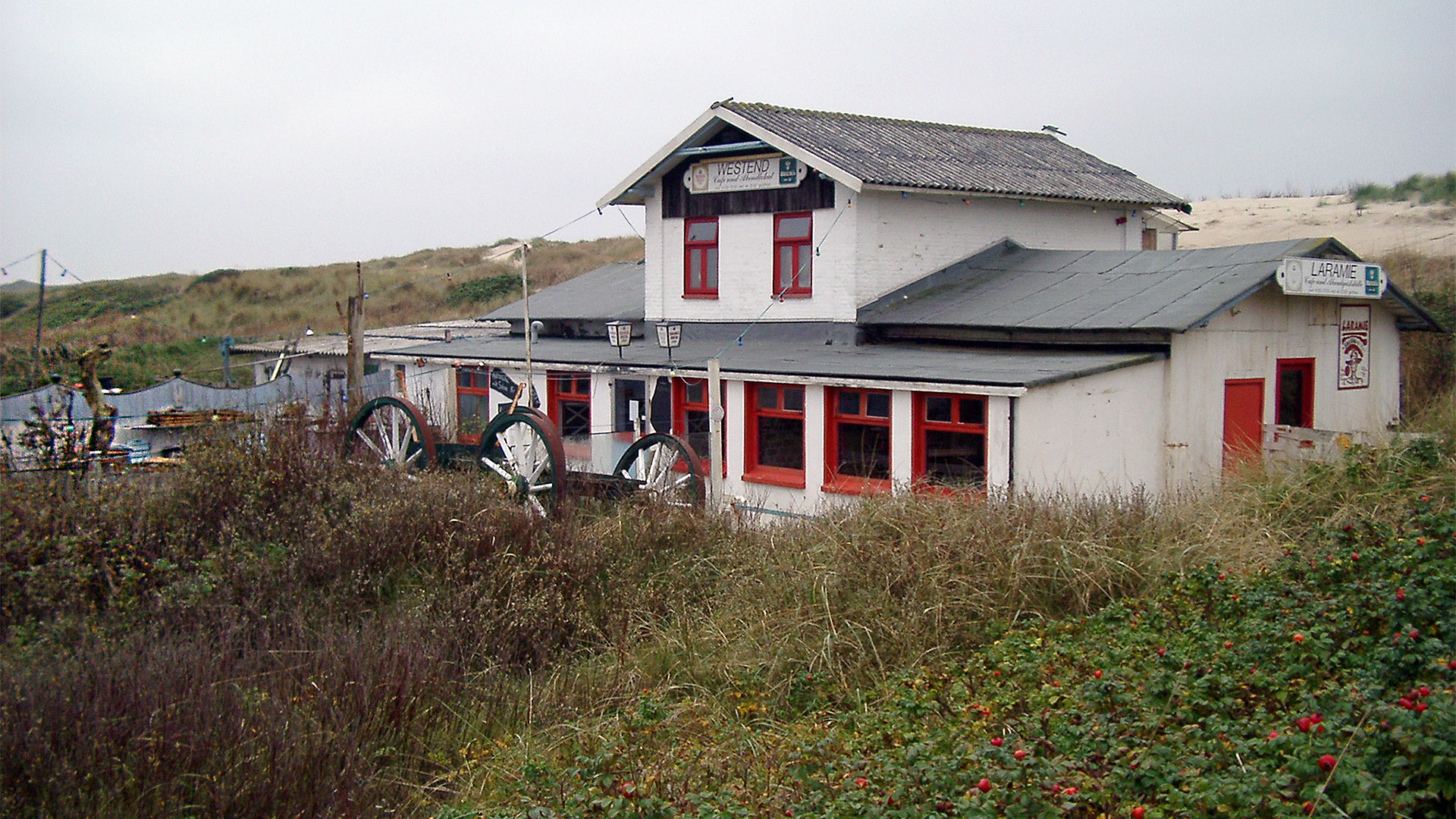
Das Laramie, 2001

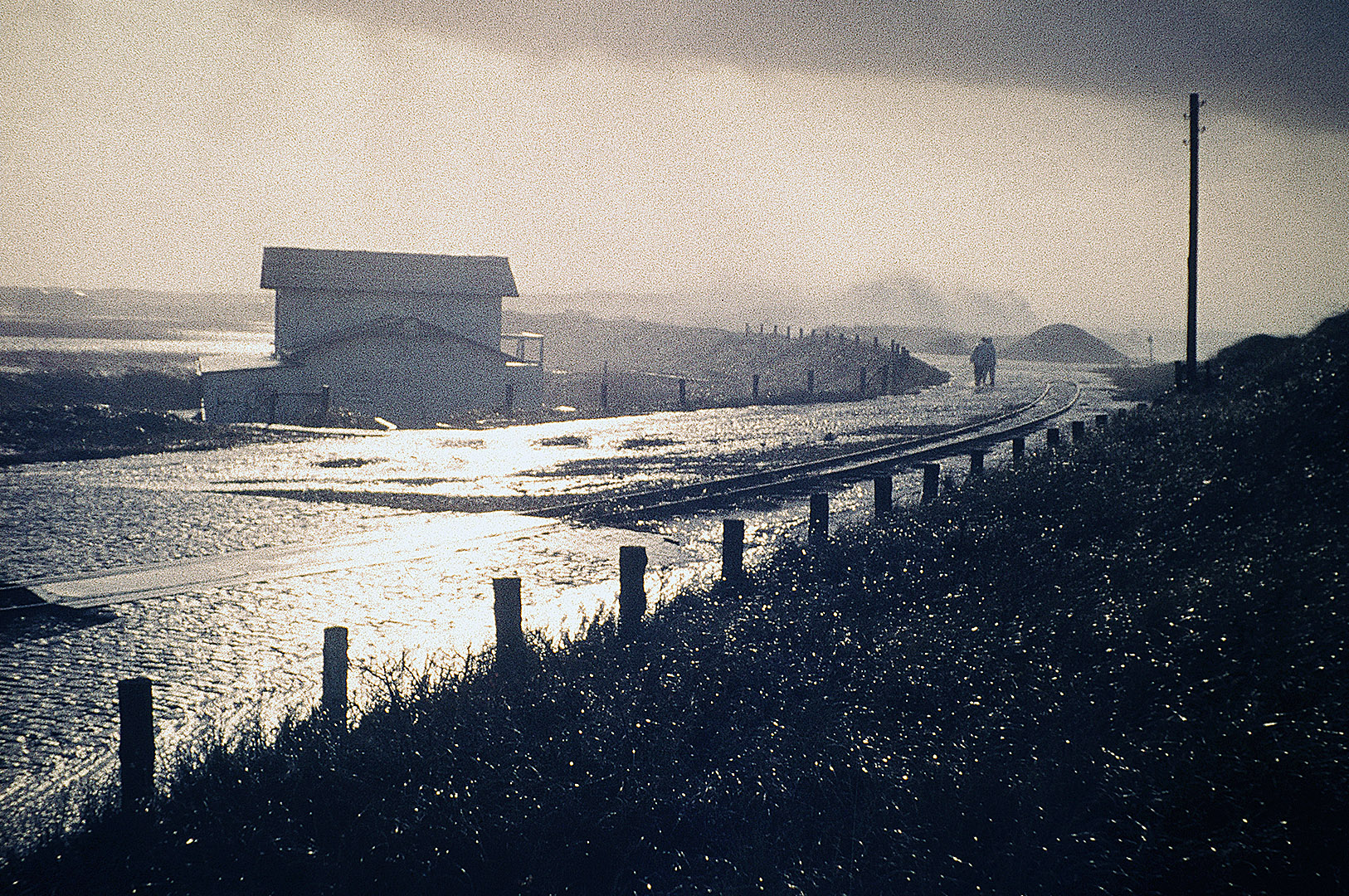
Das Laramie bei einer Sturmflut, 1973

Old Laramie (auch Café Westend genannt) ist der Name einer überregional bekannten Kneipe auf der ostfriesischen Insel Spiekeroog. Das Lokal liegt etwa 2 km abseits von Inseldorf und Zeltplatz im Westend unmittelbar am Deich. Es ist zu Fuß erreichbar, aber während der Feriensaison auch durch eine historische Pferdebahn. Die eingleisig befahrbare Strecke ist ein verbliebener Teilabschnitt der früheren Spiekerooger Inselbahn.
Das kleine Haus im traditionellen Kurortstil der Jahrhundertwende wurde 1899 als erstes Warmbad der Insel errichtet. Bei zu kalter Nordsee konnten sich die Kurgäste in Wannenbäder mit erwärmtem Meerwasser behandeln lassen. Diese Funktion ging später verloren, als der Hauptbadestrand weiter nach Osten verlagert wurde. Ab 1934 diente das Haus als Flughafengebäude des Inselflughafens bis zur Sprengung der Landebahn  zum Ende des Zweiten Weltkrieges.
Nach dem Krieg wurde das Gebäude ab den 1950er-Jahren als Café Westend eine bei Insulanern und Urlaubern beliebte Ausflugsgaststätte. Nach der Sturmflut von 1962 lag die Gaststätte brach. Danach übernahm der aus Westfalen stammende Edmund Jess (1928–1995), genannt Eddi, die Lokalität, die als Laramie mit einem Ambiente von Haifischbar und Strandcafé zum Kult wurde. Im Biergarten auf der in den Dünen gelegenen Terrasse finden gelegentlich Konzerte statt. Hier traten unter anderem Fury in the Slaughterhouse auf und jeweils zu Pfingsten spielt der maritim orientierte Musiker Jonny Glut mit seiner Band.
Nachfolger von Jess als Wirt ist Dirk Nannen, ein gebürtiger Baltrumer, der es im gleichen Stil fortführt.